# Крутін Сергій Вікторович
Крутін Сергій Вікторович (17 червня 1976 Київ, Україна) — український кінорежисер, сценарист, актор. Член союза кінематографістів України. Член гільдії кінорежисерів України.

## Життєпис

### Родина
Народився в родині кінематографістів. Батько — оператор постановник Віктор Крутін. Мати — акторка Ельвіра Хомюк.

### Навчання
Після закінчення середньої школи, вступив до КНУТКіТ ім. Карпенка-Карого. Спеціальність — звукорежисура (заочне відділення). За час навчання працював асистентом звукорежисера на Одеській кіностудії. Отримавши спеціальність, працював на телебаченні — звукорежисером, оператором, монтажером, режисером.
Далі працював в рекламі.
У 2002 році вступив в КНУТКіТ ім. Карпенка-Карого, спеціальність — режисер художнього фільму. Творча майстерня — Михайла Іллєнка.
З 2005 року знімає комерційне кіно для українських та російських кінокомпаній. У фільмографії режисера понад 20 фільмів і серіалів. Багато фільмів Крутіна відзначені призами вітчизняних і міжнародних кінофестивалів.

### Фільмографія
| рік  | назва                                 |
| ---- | ------------------------------------- |
| 2022 | "Сини щасливої жінки"                 |
| 2021 | "Рідна мачуха"                        |
| 2021 | "Сашка"                               |
| 2021 | «Аквамарин».                          |
| 2020 | «Карпатський рейнджер».               |
| 2018 | «Зелений фургон. Зовсім інша історія» |
| 2017 | «Лінія світла»                        |
| 2016 | «Вишибала»                            |
| 2015 | "Чоловік за викликом                  |
| 2015 | «Дід Мазаєв»                          |
| 2015 | «Аргентина»                           |
| 2014 | «До побачення хлопчики»               |
| 2012 | «Особисте життя слідчого Савельєва»   |
| 2011 | «Заєць, смажений по-берлінськи»       |
| 2010 | «Хроніки зради»                       |
| 2010 | «Люблю 9 березня!»                    |
| 2010 | «Якби я тебе любив …»                 |
| 2009 | «Пара гнідих»                         |
| 2009 | «Гувернантка»                         |
| 2008 | «В Париж!»                            |
| 2008 | «Карасі»                              |
| 2007 | «Позаземний»                          |
| 2006 | "Мертвий. Живий. Небезпечний. "       |
| 2005 | «Михайлюки» короткий метр             |
| 2004 | «Жили-були»                           |
| 2003 | «Натхнення»                           |
| 2001 | «І літати»                            |

### Сценарист
- 2010 Хроніки зради
- 2010 Люблю 9го березня!
- 2009 В Париж!
- 2009 Пара гнідих
- 2006 Позаземний

### Актор
| рік  | назва                   | роль                   |
| ---- | ----------------------- | ---------------------- |
| 2015 | «Дід Мазаєв»            | епізод Попутник        |
| 2015 | «Аргентина»             | детектив               |
| 2014 | «До побачення хлопчики» | лейтенант НКВД Сазонов |

### Нагороди та визнання
- На XXXII Міжнародному телевізійному фестивалі «Золота скринька» в Пловдиві (Болгарія) фільм «Позаземний» отримав приз за найкращу режисуру.

- На XLI Міжнародному фестивалі незалежного кіно в Х'юстоні (англ. WorldFest Houston Film Festival) фільм «Позаземний» нагороджений Гран Прі (англ. Grand Remi Award).

- Фільм «Карасі». Премія IX Міжнародного телекінофоруму «Разом» в номінації «Телевізійний ігровий фільм, серіал».

- Фільм «Карасі», учасник в конкурсі «Кіно без кіноплівки» XVII Фестивалю «Кіношок 2008».

- Фільм «В Париж!» Фестиваль «Кіношок» в 2009 році, 2 місце, визначилося шляхом глядацького голосування.

- Фильм «В Париж!» Премія фестивалю «Золотий носоріг» 2001році, за найкращу режисуру.

### Цікаві факти

На знімальному майданчику «Зеленого фургону». Сергій Крутін (праворуч).

- У 1982 році, Сергій Крутін, у віці 7 років, був присутній на знімальному майданчику фільму Зелений фургон який знімає його батько оператор — постановник Віктор Крутін. У цей час Сергій часто грався з другом у «війнушку», але замість іграшкової зброї була реквізитна, і Сергій, за його словами, надто прив'язався до «манліхера» і навіть «під шумок» намагався його привласнити.

| Мені було сім років, мене приваблювало що фільм про війну і мене тоді не цікавили актори знаменитості, я спитав у тата: "А можна мені там буде постріляти?" І я настільки зріднився з карабіном, що не хотів віддавати. І ось так, коли поїхали до табору, я тихесенько його з собою узяв, і намагався "під шумок" занести його додому. Піротехніки, зрозуміло, побачили і у мене гвинтівку забрали. Я дуже засумував і вже після цього не хотілося гратися дерев'янними автоматами. Сергій Крутін в інтерв'ю передачі "Таємниці кіно. Зелений фургон" |
- Під чаз зйомок «Зеленого фургону» Сергій попросився покататися на знімальному крані. Під час перерви йому дозволили і він, імітуючи роботу батька, увімкнув камеру, зіпсувавши 120 м плівки.

- Навчаючись у середній школі, Сергій Крутін бере участь в шкільному ансамблі, проводить дискотеки і хоче зв'язати своє майбутнє в кіно з професією — звукорежисер. Після вступу до інституту на факультет звукорежисури, Сергій проходе практику на телебаченні, де захоплюється роботою з відео, і розуміє що йому цікава професія кінорежисера. Там же він знімає свій перший короткометражний фільм І літати, і отримує на фестивалі студентських фільмів приз за найкращу режисуру. Ця перемога затвердила рішення Сергія поступати на факультет кінорежисури.

- У 2017 році, через 35 років, Сергій Крутін знімає продовження легендарного фільму як режисер — постановник. Зелений фургон. Зовсім інша історія. Продюсерська версія монтажу серіалу, кардинально відрізняється від режисерського бачення Сергія, тому його прізвище не вказане в титрах.

- Улюблене хобі — рибалка, біг, та їзда мотоциклом.

- Від вересня 2022 у лавах ЗСУ.

### Особисте життя
Одружений, виховує доньку.